# Bromus bonariensis
Bromus bonariensis är en gräsart som beskrevs av Parodi och J.H.Camara. Bromus bonariensis ingår i släktet lostor, och familjen gräs. Inga underarter finns listade i Catalogue of Life.